# Open di Francia 2012 - Doppio maschile in carrozzina
Shingo Kunieda e Nicolas Peifer erano i detentori del titolo ma Peifer non ha potuto partecipare a causa di un infortunio. Kunieda fa coppia con Frédéric Cattaneo con il quale ha battuto in finale la coppia formata dal francese Michael Jeremiasz e dallo svedese Stefan Olsson con il punteggio di 3-6, 7–6(3), [10-6].

## Teste di serie
1. Stéphane Houdet /  Maikel Scheffers (semifinale)
2. Robin Ammerlaan /  Ronald Vink (semifinale)

## Tabellone

### Legenda
| - Q = Qualificato - WC = Wild card - LL = Lucky loser | - ALT = Alternate - SE = Special Exempt - PR = Protected Ranking | - w/o = Walkover - r = Ritirato - d = Squalificato |

|  | Semifinali | Semifinali                       | Semifinali                       | Semifinali | Semifinali |  |  | Finale                           | Finale                           | Finale | Finale | Finale |  |
|  |            |                                  |                                  |            |            |  |  |                                  |                                  |        |        |        |  |
|  | 1          | Stéphane Houdet Maikel Scheffers | Stéphane Houdet Maikel Scheffers | 63         | 65         |  |  |                                  |                                  |        |        |        |  |
|  |            | Michael Jeremiasz Stefan Olsson  | Michael Jeremiasz Stefan Olsson  | 7          | 7          |  |  | Michael Jeremiasz Stefan Olsson  | Michael Jeremiasz Stefan Olsson  | 6      | 63     | [6]    |  |
|  |            | Frédéric Cattaneo Shingo Kunieda | Frédéric Cattaneo Shingo Kunieda | 6          | 6          |  |  | Frédéric Cattaneo Shingo Kunieda | Frédéric Cattaneo Shingo Kunieda | 3      | 7      | [10]   |  |
|  | 2          | Robin Ammerlaan Ronald Vink      | Robin Ammerlaan Ronald Vink      | 2          | 3          |  |  |                                  |                                  |        |        |        |  |